# Podismopsis frontalis
Podismopsis frontalis är en insektsart som beskrevs av Leo L. Mishchenko 1951. Podismopsis frontalis ingår i släktet Podismopsis och familjen gräshoppor. Inga underarter finns listade i Catalogue of Life.